# 秦作睿
秦作睿（1927年—1997年），男，河南固始人，中国运输管理工程专家，曾任北方交通大学教授、博士生导师。